# NGC 2283
NGC 2283 este o galaxie situată în constelația Câinele Mare. A fost descoperită în 6 februarie 1785 de către William Herschel. Se află la o distanță de 2.360,7177 de parseci de Pământ.